# Masacre de Tumeremo de 2018
La masacre de Tumeremo de 2018 es al menos la tercera masacre civil de mineros en la ciudad venezolana de Tumeremo desde 2016. Ocurriendo en el transcurso de tres días desde el 14 de octubre de 2018, se sospecha que la guerrilla colombiana ELN es responsable de los asesinatos. La denuncia la informó Américo de Grazia en la Asamblea Nacional. Se calcula que al menos 16 personas resultaron muertas y 6 más quedaron heridas.

## Ataque
Los mineros atacados estaban en la mina Los Candados. El político opositor Américo de Grazia, aseguró que los cuerpos recuperados eran de 4 hombres y 3 mujeres. También publicó un hilo de tuits que mostraban varios cuerpos, incluidos aquellos con heridas de bala que mostraban cómo habían sido asesinados y abandonados. Cinco sobrevivientes del ataque regresaron a su aldea para denunciar los hechos, se reporta que al menos 16 personas resultaron muertas y 6 más quedaron heridas.

## Presuntos atacantes
Según The Guardian, los familiares de las víctimas culpan al grupo guerrillero colombiano, el Ejército de Liberación Nacional (ELN), y que este grupo es apoyado por el presidente venezolano Nicolás Maduro. Este tipo de ataques se describieron anteriormente como un tipo de guerra de pandillas entre mafias mineras, pero el ELN y Maduro supuestamente intentan interrumpir la producción y recolectar ganancias mineras, según informes analíticos. Existe la versión oficial del teniente coronel Ernesto Solís, entonces comandante de la base militar de Tarabay, cerca de donde ocurrieron los hechos, el teniente coronel Solís, también mencionó la existencia de dos grupos diferentes que no se conocían antes: el Movimiento Che Guevara y el Grupo Revolucionario Hugo Chávez Frías. InSight Crime corroboró estos nombres con líderes sociales e investigadores locales, sin mencionar si se trataba del ELN. Sin embargo en noviembre la Guardia Nacional capturó al líder del ELN Luis Felipe Ortega Bernal que es apodado «Garganta» y era el jefe del Frente Oriental del ELN, en la comunidad indígena Picatonal, a pocos minutos de Puerto Ayacucho, Ortega es el jefe de  la comisión ‘Ernesto Che Guevara’ del ELN, muy similar con el grupo que describen los pobladores del caso.

## Consecuencias
Las empresas y escuelas locales cerraron debido a la investigación, que duró varias semanas. El ataque aumentó el descontento de la oposición por la supuesta complicidad del gobierno con el crimen organizado y el encubrimiento de terroristas colombianos. Llamó la atención de los medios internacionales sobre la violencia en partes remotas del país. Es vista como la peor de muchas masacres en la región desde la masacre de 2016. Poco después de los hechos, hacia finales de octubre, estalló la violencia armada en Tumeremo, que según de Grazia comenzó con la presencia de las fuerzas militares gubernamentales. El 31 de octubre, el presidente de los EE. UU., Donald Trump, firmó una orden ejecutiva que introdujo sanciones al comercio ilegal de oro de Venezuela. La mina Los Canados era una operación ilegal.